# A la sopa
A la sopa (títol original: In the Soup) és una pel·lícula independent de 1992, dirigida per Alexandre Rockwell i protagonitzada per Steve Buscemi, Seymour Cassel i Jennifer Beals. Ha estat doblada al català. Per aquesta pel·lícula Alexandre Rockwell Va guanyar el premi "Grand Jury Prize" en el Festival de Cinema de Sundance, on també Seymour Cassel es va endur un premi especial per la seva actuació.

## Argument
Aldolpho (Steve Buscemi), és un guionista que ha escrit un guió de 500 pàgines i cerca un productor que realitzi la seva pel·lícula. Aldolpho té la intenció de contractar com a actriu per a la seva pel·lícula a Angelica (Jennifer Beals), la seva veïna, a qui amb prou feines coneix. Fins que arriba el moment en què Aldolpho contacta amb Joe (Seymour Cassel), un gàngster que vol produir la seva pel·lícula.

## Repartiment
- Steve Buscemi: Aldolpho Rollo
- Seymour Cassel: Joe
- Jennifer Beals: Angelica Pena
- Debi Mazar: Suzie
- Stanley Tucci: Gregoire
- Pat Moya: Dang
- Will Patton: Skippy
- Steven Randazzo: Louis Barfardi
- Francesco Messina: Frank Barfardi
- Jim Jarmusch: Monty
- Carol Kane: Barbara
- Elizabeth Bracco: Jackie
- Sam Rockwell: Pauli
- Rockets Redglare: Guy
- Michael Buscemi: Actor

## Producció
A la sopa va ser filmada en color i gravada en blanc i negre; va ser projectada en blanc i negre als cinemes però existeix una versió en color en vídeo a causa de les exigències dels inversors.

## Rebuda
Premis
1992: 
- Sundance: Premi Especial del Jurat
- Cercle de Crítics de Nova York: Nominada a Millor actor de repartiment (Seymour Cassel)
- Festival de Chicago: Hugo de Plata - Millor actor (Seymour Cassel)

Crítica
- "Sorprenent, oxigenada i desinhibida"[4]
- "Encertat lliurament de cinema independent, a la qual Rockwell va donar un to tan senzill com eficaç. Pocs mitjans i molt talent"[5]